# Горная длиннохвостая кукушка
Горная длиннохвостая кукушка (лат. Cercococcyx montanus) — вид птиц из семейства Cuculidae.

## Распространение
Оседлый редкий африканский вид. Встречается в Бурунди, Демократической Республике Конго, Кении, Малави, Мозамбике, Руанде, Танзании, Уганде, Замбии и Зимбабве. Населяет влажные участки леса в саванной восточной части Центральной и Южной Африки.

## Биология
Гнездовой паразит. Среди воспитателей известны: буробокий акалат (Sheppardia cyornithopsis), черноголовый пестробрюхий рогоклюв (Smithornis capensis), акалат Шарпа (Sheppardia sharpei) (Танзания) и, вероятно, синекрылый акалат (Sheppardia gunningi) (юг Мозамбика).
Яйцо этого вида из гнезда какого-то рогоклюва (Smithornis) имело слабо-блестящий венчик коричневатых пятнышек и было размером 23.2 х 17.0 мм.

## Подвиды
Выделяют два подвида:
- C. m. montanus Chapin, 1928 — юго-западная  Уганда, восток ДР Конго и Руанда;
- C. m. patulus Friedmann, 1928 — от Кении до Мозамбика.